# 1680
Il 1680 (MDCLXXX in numeri romani) è un anno bisestile del XVII secolo.

## Eventi
- Eruzione esplosiva del Vesuvio

## Nati

### Gennaio
- 3 gennaio - Johann Baptist Zimmermann, pittore e stuccatore tedesco († 1758)
- 8 gennaio - Sebastiano Conca, pittore italiano († 1764)
- 28 gennaio - Claude Gros de Boze, numismatico francese († 1753)

### Febbraio
- 14 febbraio - John Sidney, VI conte di Leicester, nobile inglese († 1737)
- 16 febbraio - Maria Eleonore von Hatzfeld-Wildenburg, nobile tedesca († 1718)
- 20 febbraio - Federico Guglielmo Adolfo di Nassau-Siegen, principe tedesco († 1722)
- 20 febbraio - Anton Maria Zanetti, incisore, critico d'arte e mercante d'arte italiano († 1767)
- 23 febbraio - Jean-Baptiste Le Moyne de Bienville, funzionario, esploratore e navigatore francese († 1767)
- 25 febbraio - Philipp Hyazint von Lobkowicz, nobile ceco († 1734)

### Marzo
- 14 marzo - Maria Isabella Gonzaga, nobildonna italiana († 1726)
- 16 marzo - Camillo Affarosi, abate e storico italiano († 1763)
- 17 marzo - Giuseppe Gambarini, pittore italiano († 1725)
- 20 marzo - Emanuele d'Astorga, compositore e letterato italiano († 1757)
- 26 marzo - Carlo di Danimarca, principe danese († 1729)
- 30 marzo - Angelo Maria Querini, cardinale, arcivescovo cattolico e letterato italiano († 1755)

### Aprile
- 5 aprile - Carlo Vincenzo Ferrero d'Ormea, nobile e politico italiano († 1745)
- 9 aprile - Philippe Néricault Destouches, commediografo francese († 1754)
- 17 aprile - Frans Greenwood, pittore e incisore olandese († 1763)
- 23 aprile - Anna Canalis di Cumiana, nobile italiana († 1769)
- 23 aprile - Richard Edgcumbe, politico inglese († 1758)
- 30 aprile - John Ker, I duca di Roxburghe, nobile e politico scozzese († 1741)

### Maggio
- 1º maggio - Costantino Ladislao Sobieski, nobile polacco († 1723)
- 5 maggio - Giuseppe Porsile, musicista italiano († 1750)
- 6 maggio - Jean-Baptiste Stuck, violoncellista e compositore italiano († 1755)
- 11 maggio - Ignatius Kegler, gesuita, astronomo e missionario tedesco († 1746)
- 14 maggio - Mikkel Bille, ammiraglio danese († 1756)
- 29 maggio - Ferdinando Alberto II di Brunswick-Lüneburg, duca († 1735)

### Luglio
- 8 luglio - Joseph Dominick von Lamberg, cardinale e vescovo cattolico austriaco († 1761)
- 28 luglio - Giovan Battista Minucci, religioso e vescovo cattolico italiano († 1767)

### Agosto
- 9 agosto - Johann Philipp Breyne, botanico, paleontologo e zoologo tedesco († 1764)
- 22 agosto - Pierre Guérin de Tencin, cardinale e arcivescovo cattolico francese († 1758)

### Settembre
- 3 settembre - Pere Sans Jordà, vescovo cattolico e santo spagnolo († 1747)
- 4 settembre - Giovanni Domenico Piastrini, pittore italiano († 1740)
- 5 settembre - Thomas Hamilton, VI conte di Haddington, nobile e politico scozzese († 1735)
- 8 settembre - Candido Vitali, pittore italiano († 1753)
- 20 settembre - Pierre François Biancolelli, attore teatrale, commediografo e ballerino italiano († 1734)
- 22 settembre - Barthold Heinrich Brockes, poeta tedesco († 1747)
- 25 settembre - Adamo Francesco Carlo di Schwarzenberg, nobile e militare austriaco († 1732)
- 28 settembre - Aleksej Michajlovič Čerkasskij, nobile e politico russo († 1742)
- 28 settembre - Nicolas Ravot d'Ombreval, politico e magistrato francese († 1729)
- 29 settembre - Luisa Dorotea di Prussia, principessa prussiana († 1705)

### Ottobre
- 3 ottobre - Giovanna Elisabetta di Baden-Durlach, nobile († 1757)
- 13 ottobre - Caterina Opalińska, sovrana polacca († 1747)
- 15 ottobre - Giuseppe Volpi, nobile e letterato italiano († 1756)
- 17 ottobre - Anna Constantia von Brockdorff, nobildonna tedesca († 1765)
- 18 ottobre - Matteo Bragadin, politico italiano († 1777)
- 26 ottobre - Giacomo Lanfredini, cardinale e vescovo cattolico italiano († 1741)

### Novembre
- 1º novembre - Wriothesley Russell, II duca di Bedford, nobile britannico († 1711)
- 4 novembre - Carlo Antonio Rambaldi, pittore e incisore italiano († 1717)
- 7 novembre - Cristiano III Maurizio di Sassonia-Merseburg, duca († 1694)
- 8 novembre - Constanzo Beschi, gesuita, missionario e poeta italiano († 1747)
- 8 novembre - Leonardo Coccorante, pittore italiano († 1750)
- 13 novembre - Felice Solazzo Castriotta, arcivescovo cattolico italiano († 1755)
- 18 novembre - Luigi II Gonzaga, nobile italiano († 1746)
- 18 novembre - Jean-Baptiste Loeillet, compositore e musicista belga († 1730)
- 24 novembre - Jean-Baptiste Bassand, medico francese († 1742)
- 24 novembre - Carlo Giuseppe di Lorena, arcivescovo cattolico tedesco († 1715)
- 25 novembre - Ursula Caterina di Altenbockum, nobildonna polacca († 1743)

### Dicembre
- 13 dicembre - Maria Elisabetta d'Asburgo, nobile austriaca († 1741)
- 30 dicembre - Andrea Galassini, architetto e stuccatore svizzero († 1766)
- 31 dicembre - Camillo Olivieri, vescovo cattolico italiano († 1758)

### Senza giorno specificato
- John Abernethy, teologo irlandese († 1740)
- Pehr Adlerfelt, militare svedese († 1743)
- Eleazar Albin, naturalista e pittore inglese († 1742)
- Muhammad Awzal, poeta e scrittore marocchino († 1758)
- Johann Ernst Elias Bessler, inventore tedesco († 1745)
- Charles-Etienne Briseux, architetto francese († 1754)
- Antonio Buonfigli, pittore italiano († 1750)
- Martino Buonocore, ingegnere, architetto e decoratore italiano († 1765)
- Teimuraz II di Cachezia, re († 1762)
- Antonino Cannavò, presbitero, pittore e letterato italiano († 1763)
- Richard Cantillon, banchiere e economista irlandese († 1734)
- Jesse di Cartalia, re († 1727)
- Cesare Cattaneo Della Volta, doge († 1756)
- Giacinto Cattoli, attore teatrale italiano († 1739)
- Ephraim Chambers, scrittore britannico († 1740)
- René Charpentier, scultore francese († 1723)
- Cirillo VI Tanas, vescovo cattolico e patriarca cattolico siriano († 1760)
- Nicola Coleti, storico e presbitero italiano († 1765)
- Agostino Bonaventura Coletti, organista e compositore italiano († 1752)
- Arthur Collier, presbitero, filosofo e teologo inglese († 1732)
- John Colson, matematico e presbitero inglese († 1760)
- Antoine Joseph Dezallier d'Argenville, naturalista francese († 1765)
- Louis-Antoine Dornel, compositore, clavicembalista e organista francese
- Peter Eggebrecht, ceramista tedesco († 1738)
- Francesco Orazio della Penna, missionario, traduttore e esploratore italiano († 1745)
- Antoine-Robert Gaudreaux, ebanista francese († 1746)
- Domenico Gizzi, compositore e cantante castrato italiano († 1758)
- Johann Gottfried Tannauer, pittore tedesco († 1737)
- Guillielmus de Groff, scultore e ebanista fiammingo († 1742)
- Winifred Herbert, nobile britannica († 1749)
- Michel-Ange Houasse, pittore francese († 1730)
- Ivan Petrovič Kozyrevskij, esploratore russo († 1734)
- John Machin, matematico e astronomo inglese († 1751)
- Adolf Bernard von Martinitz, nobile e politico austriaco († 1735)
- Giovanni Mossi, compositore e violinista italiano († 1742)
- Antonio Paglia, pittore italiano († 1747)
- Paweł Karol Sanguszko, nobile e ufficiale polacco († 1750)
- Gian Giacomo Planteri, architetto italiano († 1756)
- Angelo Ragazzi, compositore e violinista italiano († 1750)
- Giacomo Rampini, compositore italiano († 1760)
- Aleksandr Ivanovič Rumjancev, nobile, diplomatico e generale russo († 1749)
- Bartolomeo Rusca, pittore svizzero († 1745)
- Ottavio Scotti, architetto italiano († 1748)
- Naum Akimovič Senjavin, ammiraglio russo († 1738)
- Alessandro Speroni, architetto italiano († 1740)
- Henry Sully, orologiaio inglese († 1729)
- Serafino Tamburelli, pittore italiano († 1750)
- Tiryaki Hacı Mehmed Pascià, politico ottomano († 1751)
- Antonio Turbino, architetto italiano († 1756)
- Francesco Valletta, letterato, filologo e storico italiano († 1760)
- Charles Vane, pirata inglese († 1721)
- Louis René Vialy, pittore francese († 1770)
- Claude de Beauharnais, nobile francese († 1738)
- Ōoka Shunboku, pittore e incisore giapponese († 1763)

## Morti

### Gennaio
- 11 gennaio - Nathan di Gaza, profeta ottomano (n. 1643)
- 14 gennaio - George Carteret, militare britannico
- 17 gennaio - Giorgio Bolognetti, vescovo cattolico e diplomatico italiano (n. 1595)
- 30 gennaio - Jan Andrea Lievens, pittore e disegnatore olandese (n. 1644)

### Febbraio
- 6 febbraio - Manfredo Settala, scienziato italiano (n. 1600)
- 7 febbraio - Adriano Torelli, nobile italiano (n. 1609)
- 11 febbraio - Elisabetta di Boemia, religiosa tedesca (n. 1618)
- 17 febbraio - Jan Swammerdam, biologo e entomologo olandese (n. 1637)
- 22 febbraio - La Voisin, avventuriera francese (n. 1640)
- 22 febbraio - Ōta Sukemune, militare giapponese (n. 1600)
- 23 febbraio - Thomas Goodwin, teologo britannico (n. 1600)

### Marzo
- 2 marzo - Ercole Procaccini il Giovane, pittore italiano (n. 1605)
- 4 marzo - Deifebo Burbarini, pittore italiano (n. 1619)
- 17 marzo - François de La Rochefoucauld, scrittore, filosofo e aforista francese (n. 1613)
- 23 marzo - Nicolas Fouquet, politico francese (n. 1615)

### Aprile
- 3 aprile - Shivaji (n. 1630)
- 4 aprile - Peter Lambeck, filologo, bibliotecario e critico letterario tedesco (n. 1628)
- 17 aprile - Kateri Tekakwitha, religiosa nativa americana (n. 1656)
- 19 aprile - Maria Edvige d'Assia-Darmstadt, nobile (n. 1647)
- 21 aprile - Lazzaro Pallavicino, cardinale italiano
- 29 aprile - Nicolas Cotoner, militare spagnolo (n. 1608)

### Maggio
- 3 maggio - Peter Harris, pirata inglese
- 11 maggio - Carlo Filippo Sfondrati, vescovo cattolico italiano (n. 1636)
- 21 maggio - Carlo Gonzaga, nobile italiano (n. 1616)
- 22 maggio - Richard Sawkins, pirata inglese
- 31 maggio - Joachim Neander, compositore e insegnante tedesco (n. 1650)

### Giugno
- 4 giugno - Augusto di Sassonia-Weissenfels, vescovo luterano tedesco (n. 1614)
- 4 giugno - Tokugawa Ietsuna, militare giapponese (n. 1641)
- 10 giugno - Johan Gyllenstierna, politico svedese (n. 1635)
- 11 giugno - Félix Vialart de Herse, vescovo cattolico francese (n. 1613)

### Luglio
- 7 luglio - Guillam Dubois, pittore e disegnatore olandese (n. 1625)
- 10 luglio - Louis Moréri, storico francese (n. 1643)
- 26 luglio - John Wilmot, nobile, poeta e drammaturgo inglese (n. 1647)

### Agosto
- 11 agosto - Giacomo Filippo Nini, cardinale italiano (n. 1629)
- 12 agosto - Henri Cauchon de Maupas, vescovo cattolico francese (n. 1606)
- 13 agosto - Antonio Pizzocaro, architetto e ingegnere italiano (n. 1605)
- 19 agosto - Giovanni Eudes, religioso francese (n. 1601)
- 22 agosto - Giovanni Giorgio II di Sassonia, nobile tedesco (n. 1613)
- 23 agosto - Thomas Blood, militare e criminale irlandese (n. 1618)
- 24 agosto - Ferdinand Bol, pittore olandese (n. 1616)
- 25 agosto - Simeon Polockij, poeta, scrittore e presbitero russo (n. 1629)
- 28 agosto - Carlo I Luigi del Palatinato, nobile (n. 1617)

### Settembre
- 1º settembre - Anna Sofia del Palatinato-Zweibrücken-Birkenfeld, religiosa tedesca (n. 1619)
- 1º settembre - Henriette Sélincart, modella francese (n. 1644)
- 2 settembre - Per Brahe il Giovane, politico svedese (n. 1602)
- 3 settembre - Anna Elisabetta di Anhalt-Bernburg, nobile (n. 1647)
- 4 settembre - Wilderich von Walderdorff, vescovo cattolico austriaco (n. 1617)
- 10 settembre - Toussaint Gelton, pittore olandese (n. 1630)
- 11 settembre - Go-Mizunoo, imperatore giapponese (n. 1596)
- 11 settembre - Marco Uccellini, compositore e violinista italiano
- 29 settembre - Mario Alberizzi, cardinale italiano (n. 1609)

### Ottobre
- 1º ottobre - Pietro Simone Agostini, compositore italiano
- 4 ottobre - Pierre-Paul Riquet, ingegnere francese (n. 1609)
- 13 ottobre - Lelio Colista, compositore, chitarrista e liutista italiano (n. 1629)
- 13 ottobre - François Roberday, organista e compositore francese (n. 1624)
- 15 ottobre - Bedřich Bridel, scrittore, poeta e missionario ceco (n. 1619)
- 16 ottobre - Raimondo Montecuccoli, generale, politico e scrittore italiano (n. 1609)
- 17 ottobre - Charles FitzCharles, I conte di Plymouth, militare inglese (n. 1657)
- 19 ottobre - Carlo Carafa della Spina, cardinale italiano (n. 1611)
- 22 ottobre - Johannes Bouwmeester, medico e filosofo olandese (n. 1634)
- 24 ottobre - Candida Xu, filantropa cinese (n. 1607)
- 30 ottobre - Antoinette Bourignon, mistica fiamminga (n. 1616)
- 30 ottobre - Francesco II Sforza di Caravaggio, nobile italiano

### Novembre
- 2 novembre - Bernardino Rocci, cardinale e arcivescovo cattolico italiano (n. 1627)
- 4 novembre - Joseph Glanvill, scrittore e filosofo inglese (n. 1636)
- 4 novembre - Pelagius Schläpfer, politico svizzero (n. 1601)
- 14 novembre - Michał Kazimierz Radziwiłł, nobile e ufficiale polacco (n. 1625)
- 18 novembre - Baldassarre Ferri, cantante lirico italiano (n. 1610)
- 23 novembre - Francesco Boccapaduli, arcivescovo cattolico e diplomatico italiano (n. 1600)
- 28 novembre - Gian Lorenzo Bernini, scultore, urbanista e architetto italiano (n. 1598)
- 28 novembre - Giovanni Francesco Grimaldi, pittore e architetto italiano (n. 1606)
- 28 novembre - Athanasius Kircher, gesuita, filosofo e storico tedesco (n. 1602)
- 29 novembre - Francesco Maria Febei, arcivescovo cattolico e scrittore italiano (n. 1616)
- 30 novembre - Peter Lely, pittore olandese (n. 1618)

### Dicembre
- 4 dicembre - Thomas Bartholin, anatomista danese (n. 1616)
- 4 dicembre - Petronio Franceschini, compositore e violoncellista italiano (n. 1651)
- 8 dicembre - Cesare Durazzo, doge (n. 1593)
- 12 dicembre - Sofia Augusta di Holstein-Gottorp, principessa (n. 1630)
- 20 dicembre - Elisabetta Sofia di Sassonia-Altenburg, nobile tedesca (n. 1619)
- 29 dicembre - William Howard, I visconte Stafford, nobile britannico (n. 1614)
- 30 dicembre - Antonio Sartorio, compositore italiano (n. 1630)

### Senza giorno specificato
- Ganga Zumba, rivoluzionario brasiliano
- Nicolas Baudesson, pittore francese
- Thomas Brooks, predicatore e teologo inglese (n. 1608)
- Jan Peeter Brueghel, pittore olandese (n. 1628)
- Giovan Francesco Buonamico, scrittore, poeta e medico maltese (n. 1639)
- Samuel Butler, scrittore britannico (n. 1613)
- Stephen Charnock, teologo e predicatore inglese (n. 1628)
- Louis-Théandre Chartier de Lotbinière, funzionario francese (n. 1612)
- Henri de Chastelard de Salières, militare francese (n. 1602)
- Girolamo Cialdieri, pittore italiano (n. 1593)
- Mariano Cusmano, pittore italiano (n. 1600)
- Hendrick Danckerts, pittore e incisore olandese
- John Dury, religioso e scrittore scozzese (n. 1596)
- Giovanni Fulco, pittore italiano (n. 1605)
- William Goodsonn, ammiraglio inglese (n. 1610)
- Pierre de La Porte, agente segreto francese (n. 1603)
- Lǐ Yú, scrittore, drammaturgo e editore cinese (n. 1611)
- Thomas Magott, pirata inglese
- Marie Meurdrac, chimica francese
- Caterina Mongardi, pittrice italiana (n. 1645)
- Benedetto Orsi, pittore e architetto italiano (n. 1600)
- Luigi Pellegrini Scaramuccia, pittore e storico dell'arte italiano (n. 1616)
- Pierre Perrault, scrittore e idrologo francese (n. 1611)
- Frans Post, pittore olandese
- Juan Angel Puxeddu, pittore e scultore italiano (n. 1593)
- Francesco Quaini, pittore italiano (n. 1611)
- Thomas Rolfe,  inglese (n. 1615)
- Johann Heinrich Schmelzer, compositore e violinista austriaco (n. 1620)
- Jacob Vrel, pittore olandese (n. 1630)
- Josep Galceran I de Pinós-Santcliment, militare e ambasciatore spagnolo (n. 1617)
- Ayşe Sultan,  ottomana
- Abraham van Dijck, pittore olandese (n. 1635)
- Dirck Santvoort, pittore olandese

## Calendario
| Calendario 1680 | Calendario 1680 | Calendario 1680 | Calendario 1680 | Calendario 1680 | Calendario 1680 | Calendario 1680 | Calendario 1680 | Calendario 1680 | Calendario 1680 | Calendario 1680 | Calendario 1680 | Calendario 1680 | Calendario 1680 | Calendario 1680 | Calendario 1680 | Calendario 1680 | Calendario 1680 | Calendario 1680 | Calendario 1680 | Calendario 1680 | Calendario 1680 | Calendario 1680 | Calendario 1680 | Calendario 1680 | Calendario 1680 | Calendario 1680 | Calendario 1680 | Calendario 1680 | Calendario 1680 | Calendario 1680 | Calendario 1680 | Calendario 1680 |
| --------------- | --------------- | --------------- | --------------- | --------------- | --------------- | --------------- | --------------- | --------------- | --------------- | --------------- | --------------- | --------------- | --------------- | --------------- | --------------- | --------------- | --------------- | --------------- | --------------- | --------------- | --------------- | --------------- | --------------- | --------------- | --------------- | --------------- | --------------- | --------------- | --------------- | --------------- | --------------- | --------------- |
|                 | 1               | 2               | 3               | 4               | 5               | 6               | 7               | 8               | 9               | 10              | 11              | 12              | 13              | 14              | 15              | 16              | 17              | 18              | 19              | 20              | 21              | 22              | 23              | 24              | 25              | 26              | 27              | 28              | 29              | 30              | 31              |                 |
| Gennaio         | Lu              | Ma              | Me              | Gi              | Ve              | Sa              | Do              | Lu              | Ma              | Me              | Gi              | Ve              | Sa              | Do              | Lu              | Ma              | Me              | Gi              | Ve              | Sa              | Do              | Lu              | Ma              | Me              | Gi              | Ve              | Sa              | Do              | Lu              | Ma              | Me              |                 |
| Febbraio        | Gi              | Ve              | Sa              | Do              | Lu              | Ma              | Me              | Gi              | Ve              | Sa              | Do              | Lu              | Ma              | Me              | Gi              | Ve              | Sa              | Do              | Lu              | Ma              | Me              | Gi              | Ve              | Sa              | Do              | Lu              | Ma              | Me              | Gi              |                 |                 |                 |
| Marzo           | Ve              | Sa              | Do              | Lu              | Ma              | Me              | Gi              | Ve              | Sa              | Do              | Lu              | Ma              | Me              | Gi              | Ve              | Sa              | Do              | Lu              | Ma              | Me              | Gi              | Ve              | Sa              | Do              | Lu              | Ma              | Me              | Gi              | Ve              | Sa              | Do              |                 |
| Aprile          | Lu              | Ma              | Me              | Gi              | Ve              | Sa              | Do              | Lu              | Ma              | Me              | Gi              | Ve              | Sa              | Do              | Lu              | Ma              | Me              | Gi              | Ve              | Sa              | Do              | Lu              | Ma              | Me              | Gi              | Ve              | Sa              | Do              | Lu              | Ma              |                 |                 |
| Maggio          | Me              | Gi              | Ve              | Sa              | Do              | Lu              | Ma              | Me              | Gi              | Ve              | Sa              | Do              | Lu              | Ma              | Me              | Gi              | Ve              | Sa              | Do              | Lu              | Ma              | Me              | Gi              | Ve              | Sa              | Do              | Lu              | Ma              | Me              | Gi              | Ve              |                 |
| Giugno          | Sa              | Do              | Lu              | Ma              | Me              | Gi              | Ve              | Sa              | Do              | Lu              | Ma              | Me              | Gi              | Ve              | Sa              | Do              | Lu              | Ma              | Me              | Gi              | Ve              | Sa              | Do              | Lu              | Ma              | Me              | Gi              | Ve              | Sa              | Do              |                 |                 |
| Luglio          | Lu              | Ma              | Me              | Gi              | Ve              | Sa              | Do              | Lu              | Ma              | Me              | Gi              | Ve              | Sa              | Do              | Lu              | Ma              | Me              | Gi              | Ve              | Sa              | Do              | Lu              | Ma              | Me              | Gi              | Ve              | Sa              | Do              | Lu              | Ma              | Me              |                 |
| Agosto          | Gi              | Ve              | Sa              | Do              | Lu              | Ma              | Me              | Gi              | Ve              | Sa              | Do              | Lu              | Ma              | Me              | Gi              | Ve              | Sa              | Do              | Lu              | Ma              | Me              | Gi              | Ve              | Sa              | Do              | Lu              | Ma              | Me              | Gi              | Ve              | Sa              |                 |
| Settembre       | Do              | Lu              | Ma              | Me              | Gi              | Ve              | Sa              | Do              | Lu              | Ma              | Me              | Gi              | Ve              | Sa              | Do              | Lu              | Ma              | Me              | Gi              | Ve              | Sa              | Do              | Lu              | Ma              | Me              | Gi              | Ve              | Sa              | Do              | Lu              |                 |                 |
| Ottobre         | Ma              | Me              | Gi              | Ve              | Sa              | Do              | Lu              | Ma              | Me              | Gi              | Ve              | Sa              | Do              | Lu              | Ma              | Me              | Gi              | Ve              | Sa              | Do              | Lu              | Ma              | Me              | Gi              | Ve              | Sa              | Do              | Lu              | Ma              | Me              | Gi              |                 |
| Novembre        | Ve              | Sa              | Do              | Lu              | Ma              | Me              | Gi              | Ve              | Sa              | Do              | Lu              | Ma              | Me              | Gi              | Ve              | Sa              | Do              | Lu              | Ma              | Me              | Gi              | Ve              | Sa              | Do              | Lu              | Ma              | Me              | Gi              | Ve              | Sa              |                 |                 |
| Dicembre        | Do              | Lu              | Ma              | Me              | Gi              | Ve              | Sa              | Do              | Lu              | Ma              | Me              | Gi              | Ve              | Sa              | Do              | Lu              | Ma              | Me              | Gi              | Ve              | Sa              | Do              | Lu              | Ma              | Me              | Gi              | Ve              | Sa              | Do              | Lu              | Ma              |                 |